# Corso Porta Mare
Corso Porta Mare, a Ferrara, ha origini rinascimentali ed è una delle arterie principali dell'ampliamento urbanistico noto come Addizione Erculea, voluto da Ercole I d'Este e realizzato dall'architetto Biagio Rossetti alla fine del XV secolo.

## Storia

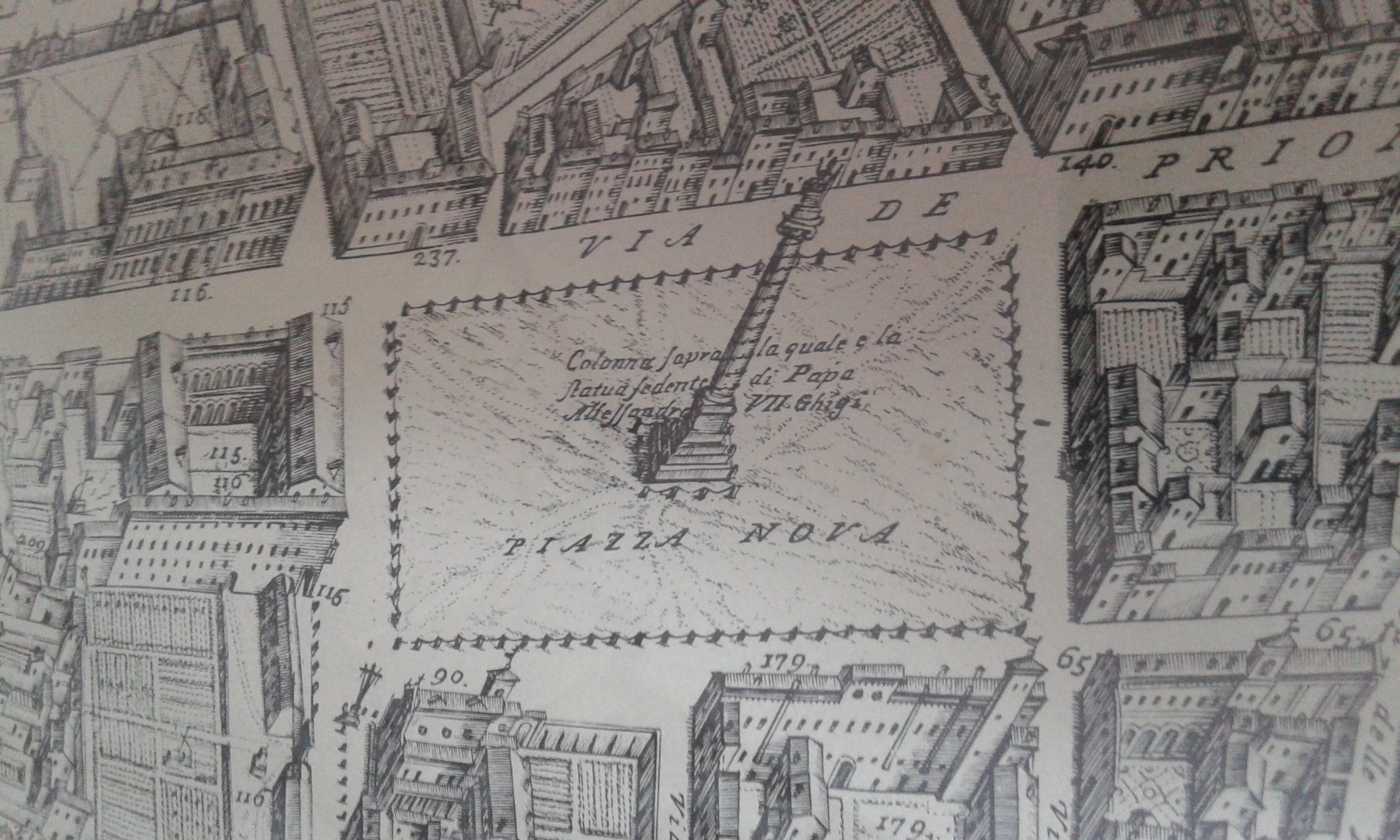
L'antica via dei Prioni con l'allora piazza Nuova (poi piazza Ariostea nell'incisione di Andrea Bolzoni.

L'asse viario inizialmente chiamato via dei Prioni (che in seguito sarebbe stato suddiviso nei suoi tre segmenti di corso Porta Po, corso Biagio Rossetti e corso Porta Mare) nacque con l'Addizione Erculea alla fine del XV secolo secondo la visione innovatrice di Biagio Rossetti che volle creare una rete viaria all'interno delle nuove mura che si stavano costruendo non concepita secondo un semplice rapporto ortogonale tra le principali vie (con incroci tra vie perpendicolari tra loro) ma seguendo una prospettiva che prevedeva fughe lungo le diagonali, un modo per non chiudere entro la barriera delle mura lo sbocco delle vie.
La voluta assenza di parallelismo con l'altro importante asse viario costituito da viale Cavour e corso della Giovecca si può cogliere solo con una visione dall'alto oppure osservando come questi assi penetrano in città dalla zona delle Barriere, dove anticamente esisteva la Porta di San Benedetto. Inoltre è difficile cogliere il parallelismo presente tra questo asse e la cinta muraria nella parte nord, che nella sua parte mediana ha la Porta degli Angeli.

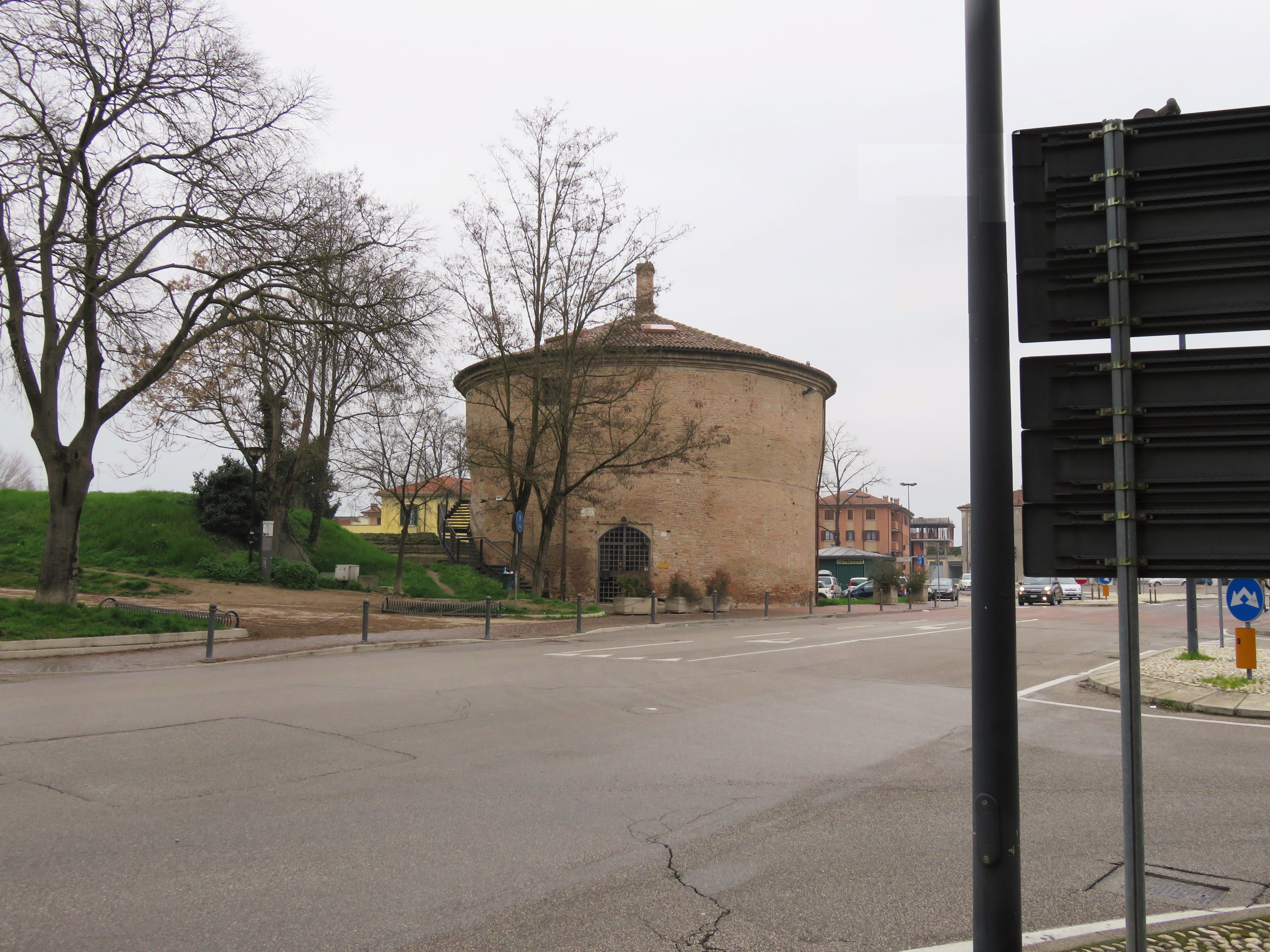
Torrione di San Giovanni, all'estremo est del corso.

### Origini del nome
Anticamente venne chiamata via dei Prioni perché lastricata con grosse pietre di Monselice (pietroni, o prioni, in dialetto veneto). In seguito divenne strada di San Giovanni Battista per la presenza della chiesa di San Giovanni Battista lungo il suo percorso. A partire dal 1796, con l'arrivo dell'esercito di occupazione di Napoleone Bonaparte e l'instaurazione del governo repubblicano, la via assunse il nuovo nome di corso di Porta Mare, perché era nella direzione della via verso il Mare Adriatico e seguendo le direttive francesi che imponevano di togliere i riferimenti religiosi in campo toponomastico.

## Luoghi d'interesse

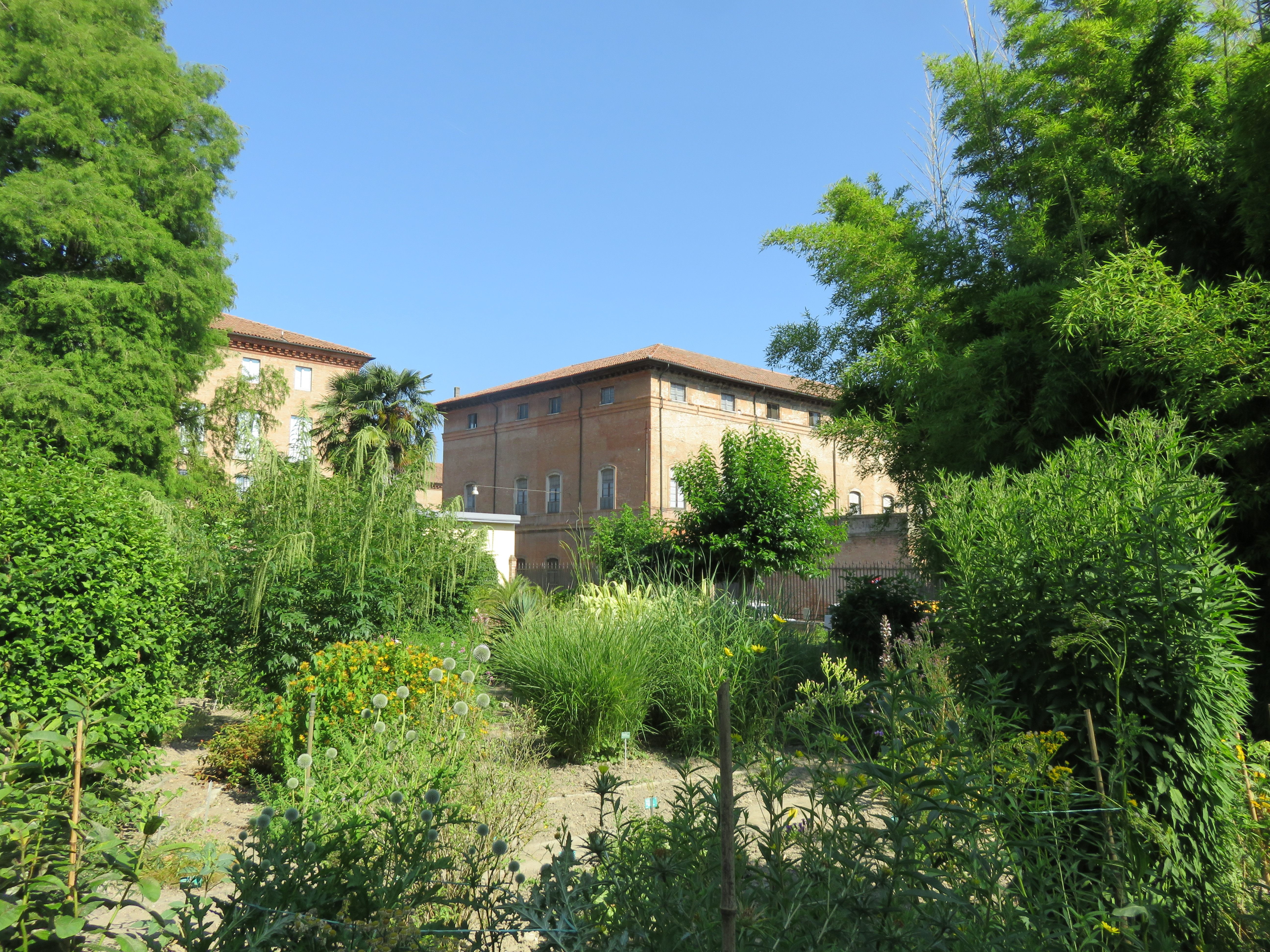
Interno dell'Orto Botanico

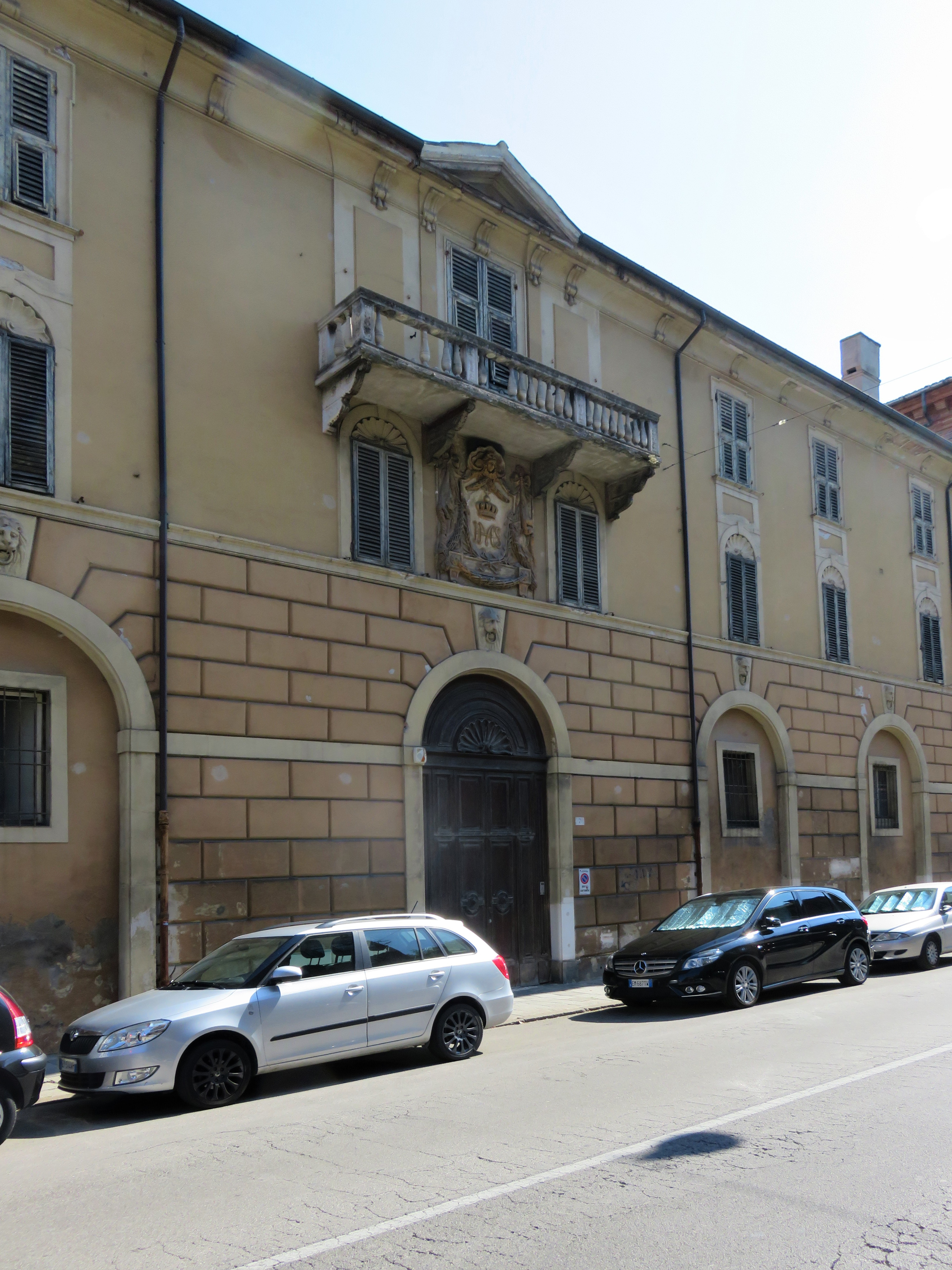
Palazzina Cavalieri di Malta

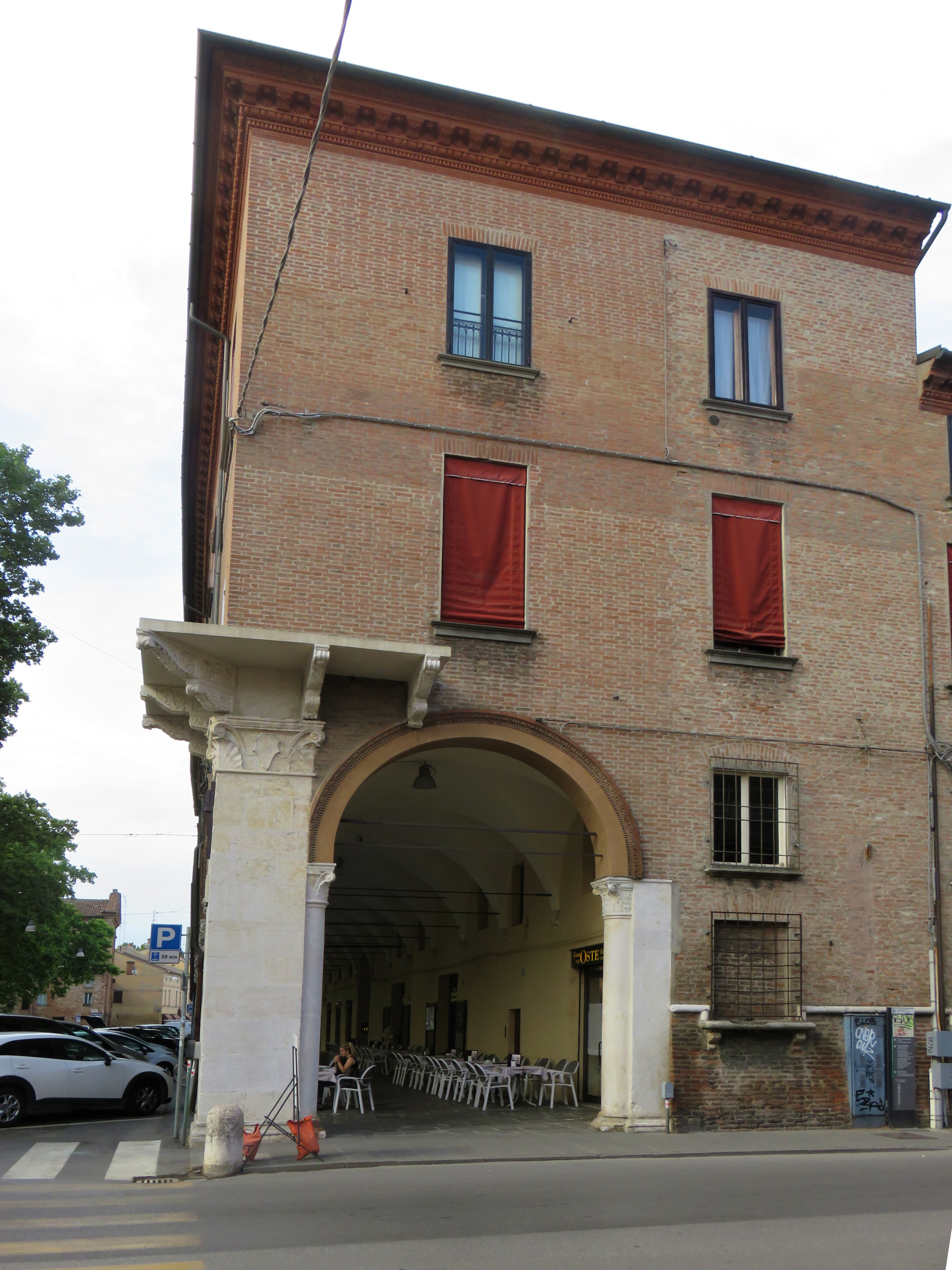
Palazzo Bevilacqua-Mazzucchi.

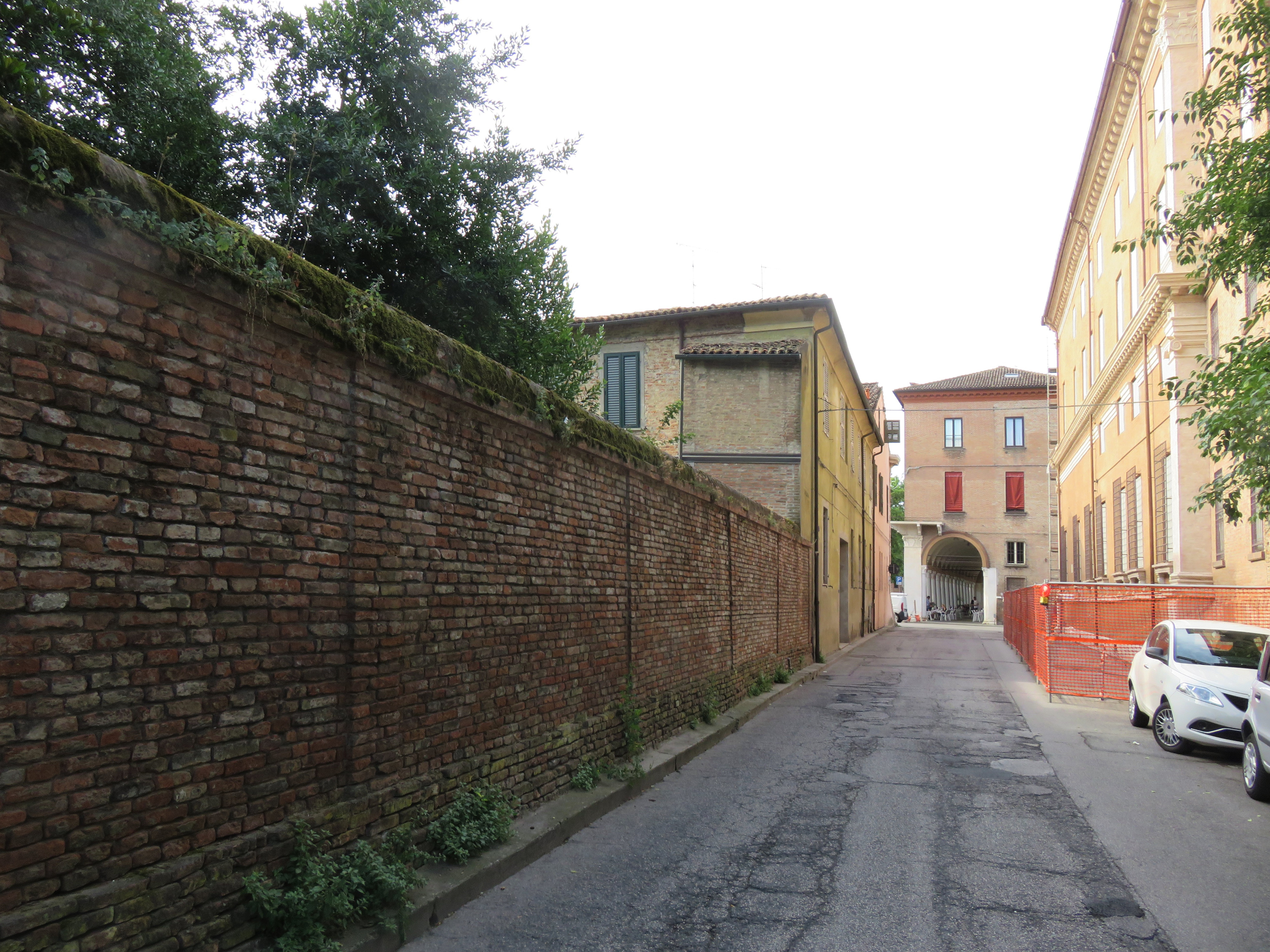
Via Borso. In fondo sulla sinistra palazzo Ronchi Gulinelli.

- Quadrivio degli Angeli, punto focale dell'addizione di Rossetti. A ovest inizia corso Biagio Rossetti, altro segmento dell'antica via dei Prioni.
- Orto botanico dell'Università di Ferrara, il giardino del Palazzo Turchi di Bagno (che è stato sede della Facoltà di Botanica dell'Università degli Studi di Ferrara) e di fronte al parco Massari.
- Parco Massari, la più grande area verde utilizzata come parco pubblico entro le mura. Tutto il corso è ricco di altri spazi verdi ed ampie aperture.
- Palazzina Cavalieri di Malta.[4]
- Palazzo Massari, sede del Museo Giovanni Boldini.[5]
- Palazzo Bevilacqua-Mazzucchi, anche chiamato palazzo Strozzi-Bevilacqua, con il caratteristico loggiato retto da colonne in marmo e il poggiolo angolare cinquecentesco.[6]
- Piazza Ariostea, l'antica piazza Nuova, la piazza più estesa dell'addizione di Biagio Rossetti.
- Via Borso, dalla quale si accede al cimitero monumentale della Certosa di Ferrara
- Palazzo Ronchi Gulinelli, in passato appartenente ai nobili Cremonini, all'angolo con via Borso. Vi fu ospitato con la sua famiglia Ippolito Aldobrandini (il futuro papa Clemente VIII, che nel 1598 sancì la devoluzione di Ferrara allo Stato Pontificio).[7]
- Chiesa di San Giovanni Battista.
- Via delle Vigne, dalla quale si accede al cimitero ebraico di Ferrara.
- Torrione di San Giovanni, alla conclusione della via verso est, il torrione meglio conservato tra tutti quelli costruiti sulla cinta muraria di Ferrara.